# Ведмідь білий
Ведмі́дь бі́лий (Ursus maritimus) — найбільший представник родини ведмедевих, і одночасно найбільший сучасний сухопутний хижак; у харчових ланцюгах Арктики він уособлює найвищий рівень. Цей звір добре адаптований до умов свого існування: його щільне хутро та товстий шар жиру добре ізолюють організм тварини від холоду, білий колір чудово маскує при полюванні. Завдяки таким адаптаціям білий ведмідь здатний полювати на суходолі, на морській кризі, а також у воді.

## Поширення

Розповсюдження білого ведмедя

Білий ведмідь має циркумполярний ареал у Північному Льодовитому океані та на його узбережжях. Його розповсюдження на північ обмежене лінією постійної пакової криги, де майже не буває ополонок; найпівденнішим місцем, де зустрічали білого ведмедя, є затока Джеймс у Канаді. Попри те, що кількість ведмедів на північ від 88° північної широти є дуже низькою, існують дані про те, що вони трапляються в усій Арктиці. Загальна кількість білих ведмедів у природі на 2006 рік оцінювалась приблизно у 20 тисяч особин.
Загальний ареал білого ведмедя поділяється на такі популяційні центри:
- Острів Врангеля та західна Аляска
- Північна Аляска
- Канадський Арктичний архіпелаг
- Ґренландія
- Земля Франца-Йосифа — Шпіцберген
- Узбережжя півострова Таймир та прилеглі території

Різні дослідники мають різні критерії виділення окремих популяцій, тому їхня кількість варіює в широких межах. Група дослідження білого ведмедя в МСОП, що вважається найавторитетнішою організацією з питань екологічного та біологічного моніторингу цього виду, виділяє 20 окремих популяцій.
Згідно із загальноприйнятою точкою зору, білий ведмідь не утворює виражених підвидів у межах свого ареалу; втім, деякі дослідники поділяють цей вид на два підвиди — Ursus maritimus maritimus та Ursus maritimus marinus.

## Зовнішній вигляд
Загальний вигляд білого ведмедя є широко відомим та типовим для родини ведмежих; від інших видів родини його відрізняє біле хутро іноді, особливо влітку, з блідими жовтими плямами на боках та на череві.

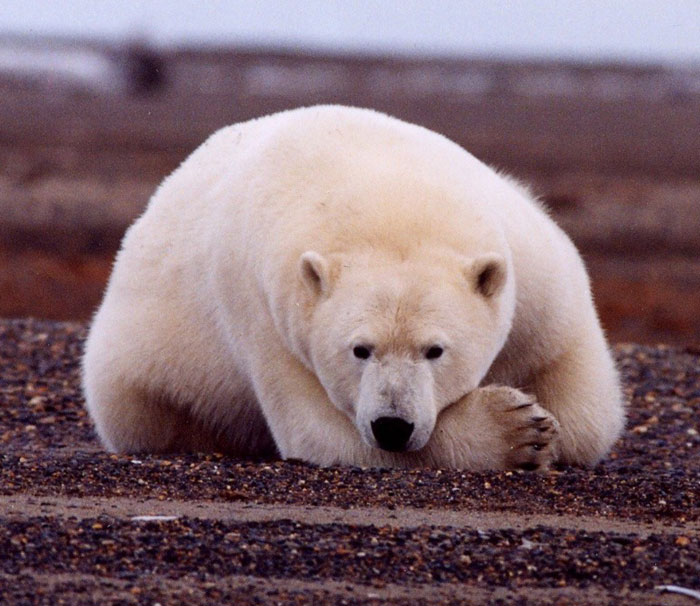
Білий ведмідь на суходолі

### Розміри
Вага більшості самців білого ведмедя коливається від 300 до 600 кг, довжина тіла — від 2,4 до 2,6 метра. Найбільший білий ведмідь був застрелений у протоці Коцебу (Аляска) в 1960 році. Його вага була 1002 кілограми, і, ставши на задні лапи, він мав зріст 3,38 метра — це був найбільший хижий звір, вбитий за всю сучасну документовану історію полювання.
Дорослі самиці білого ведмедя звичайно менші за самців і досягають ваги від 190 до 300 кг та розміру від 1,9 до 2,1 метра.

### Хутро та шкіра
Ніс та шкіра білого ведмедя чорні, а хутро — незабарвлене напівпрозоре, від чого справляє враження білого. Таке хутро є добрим камуфляжем, а також відмінним теплоізолятором. На підошвах лап білого ведмедя також росте жорстке хутро, яке виконує функцію теплоізоляції та запобігає ковзанню на кризі. Білий ведмідь є єдиним видом родини ведмежих, якому притаманна така особливість (хутро на підошвах лап), і це є однією з діагностичних ознак виду. Хутро білого ведмедя абсорбує ультрафіолетове випромінювання, але, всупереч розповсюдженій думці, не має властивостей світловоду, і не проводить ні світло, ані тепло до шкіри. Тим не менше, щільне підшерстя забезпечує дуже якісну теплоізоляцію: білий ведмідь зазнає перегріву вже при +10 °C. Також завдяки високоякісній теплоізоляції хутром білий ведмідь є практично невидимим для приладів нічного бачення, побудованих на принципі уловлювання інфрачервоного випромінювання; за допомогою такого приладу можна побачити тільки кінчик його морди та нагріте повітря при видиху.

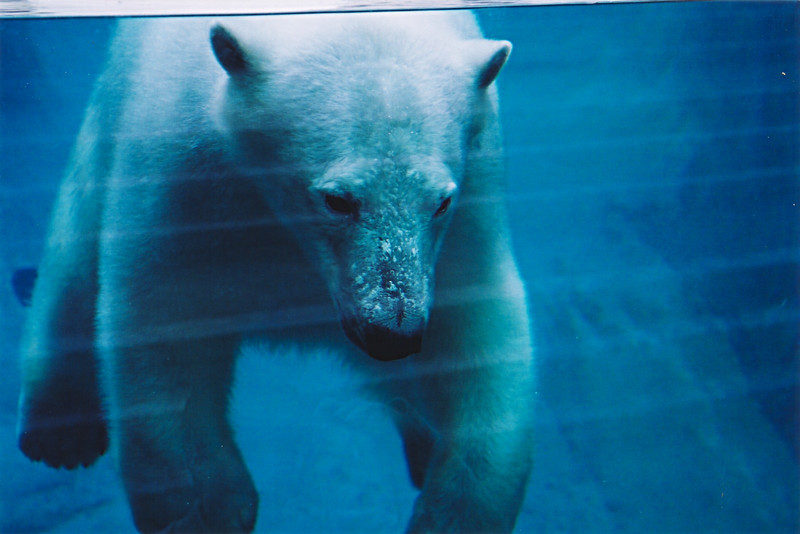
Білий ведмідь, що пірнає. Parc Aquarium du Quebec: акваріум в Санта-Фоу, Квебек

Покривні шерстинки, що ростуть крізь підшерстя, є відносно рідкими. Вони досягають приблизно 12—16 сантиметрів довжини (на череві довші), і є порожніми всередині. Ця ость жорстка, блискуча та пряма, і запобігає злипанню підшерстя при намоканні. Завдяки такій структурі хутра вода легко обтрушується до того, як встигне замерзнути. Також білі ведмеді для видалення води з хутра часто качаються в снігу: при низьких температурах сніг має досить високу спроможність до адсорбування вологи і таким чином витягує воду з ведмежого хутра.
На відміну від інших арктичних ссавців, білий ведмідь ніколи не змінює своє забарвлення на темніше влітку.
В умовах теплого (субтропічного, тропічного, а іноді і помірного) клімату в порожнистих остевих шерстинках білого ведмедя можуть розвиватись одноклітинні водорості, які надають йому зеленого забарвлення. Таке явище спостерігалось у 1980 році в зоопарку Сан-Дієго (США), де три білих ведмеді набули зеленого кольору; їхнє забарвлення було відновлене шляхом купання в сольовому розчині. Після цього, в 2004 році, аналогічним чином позеленіли білі ведмеді в сингапурському зоопарку. Як заявила адміністрація закладу, це було спровоковано винятково жаркою та вологою погодою того літа; природний колір ведмедям повернули шляхом обробки перекисом водню. Останній випадок стався в 2005 році в зоопарку Брукфілд (Чикаго), також під час винятково жаркого та вологого літа. Цього разу ніяких спеціальних акцій запроваджено не було, позаяк можливі наслідки хімічної обробки були визнані небезпечнішими для звірів, ніж природне відновлення кольору завдяки линянню.

## Спосіб життя

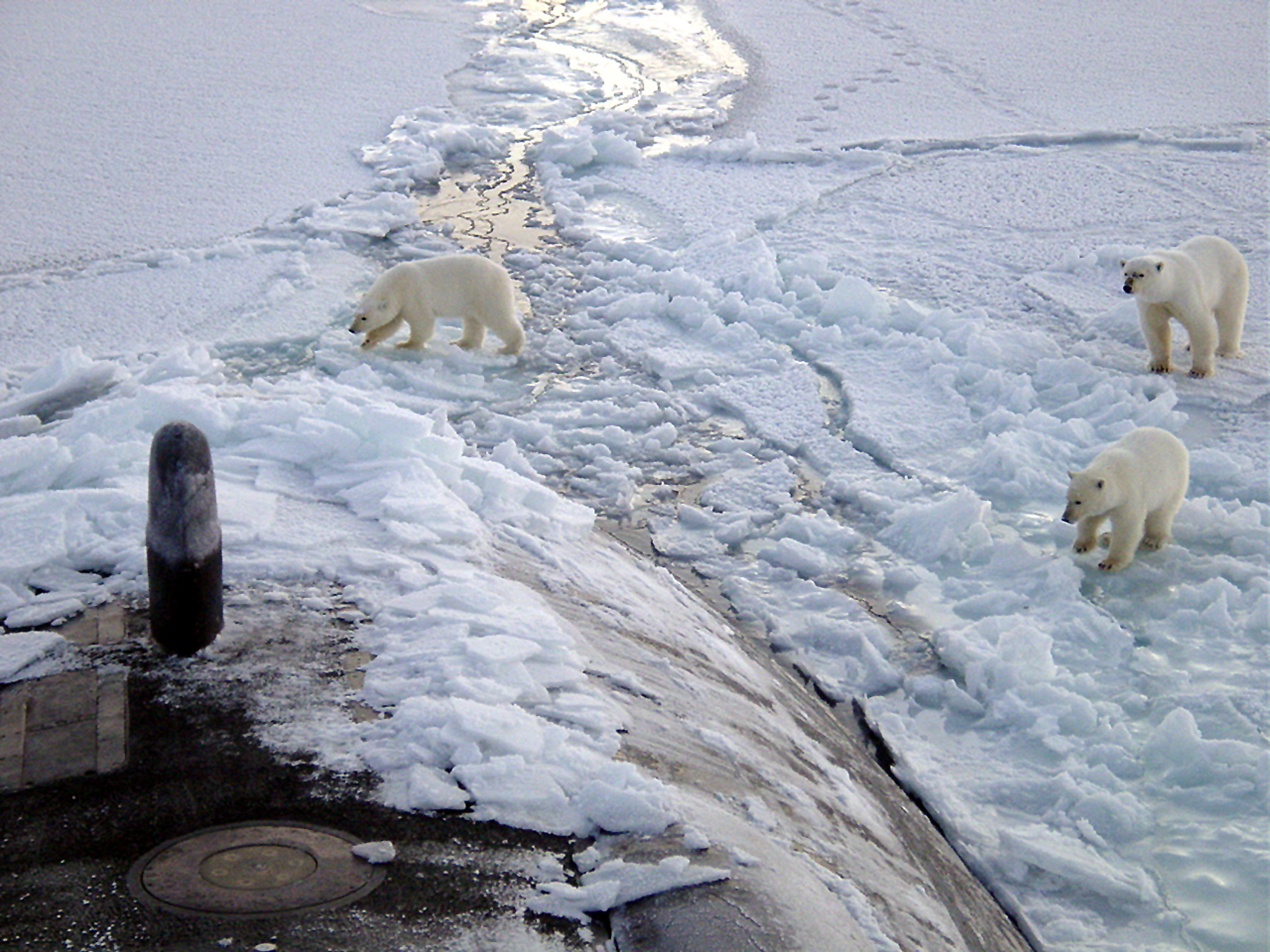
Білі ведмеді біля підводного човна ВМС США «Гонолулу», за 280 км від Північного полюсу

Білий ведмідь — найбільш хижий представник родини ведмежих, що практично не вживає рослинної їжі; проміж ведмедів він найчастіше вдається до полювання на людину.
Основним харчовим ресурсом білого ведмедя є тюлені, особливо кільчаста нерпа, що роблять ополонки для дихання в кризі. Втім, білий ведмідь вживає будь-яку тваринну їжу,  яку здобуває: птахів та їхні яйця, гризунів, молюсків та крабів на морських узбережжях, моржів та викинутих на берег або мілководдя китів, зрідка північних оленів та вівцебиків, і дуже рідко вдається до канібалізму. Цей звір є надзвичайно сильним хижаком: білухи та моржі, що часто стають його здобиччю, звичайно важать понад тонну, що приблизно вдвічі більше за білого ведмедя. Для самого білого ведмедя небезпеку становлять косатки (які зрідка нападають у воді), людина та інші ведмеді — в бійках між ведмедями зареєстровано багато смертельних випадків. Також описано кілька випадків, коли великим моржам, захищаючись від білого ведмедя, вдавалось його вбити.
Білий ведмідь є чудовим плавцем, і його можна зустріти у відкритому морі за десятки кілометрів від берега або постійних крижаних полів. Останнім часом білі ведмеді вдаються до довших, ніж звичайно, запливів у пошуках здобичі з огляду на скорочення площі постійної криги в Арктичному басейні; під час незвичайно масштабної регресії льоду в 2005 році щонайменше чотири білі ведмеді втопилися, бо не були в змозі дістатись до твердої поверхні. Відомий також випадок, коли самка білого ведмедя пропливла понад 420 миль (778 кілометрів) льодяними водами моря Бофорта на захід від Аляски. За час свого дев’ятиденного запливу ведмедиця втратила однорічне дитинча, а також сильно схудла. За рухом тварини слідкували з допомогою прикріпленого до неї GPS-маячка.
Також цей хижак, завдяки своїй великій швидкості бігу (людину він впевнено переганяє), успішно полює на суходолі. Тим не менше, здоровий північний олень та вівцебик легко обганяють білого ведмедя, особливо на коротких дистанціях; тому в його раціон ці тварини потрапляють рідко, і на 80—90 % білий ведмідь харчується різними видами тюленів, молодими моржами та трупами дорослих моржів або китоподібних, викинутих на берег — тобто є деякою мірою падлоїдом. Також білий ведмідь може вживати і рослинну їжу: звичайно це ягоди та коріння деяких рослин наприкінці літа або іноді навіть викинуті морем бурі водорості.

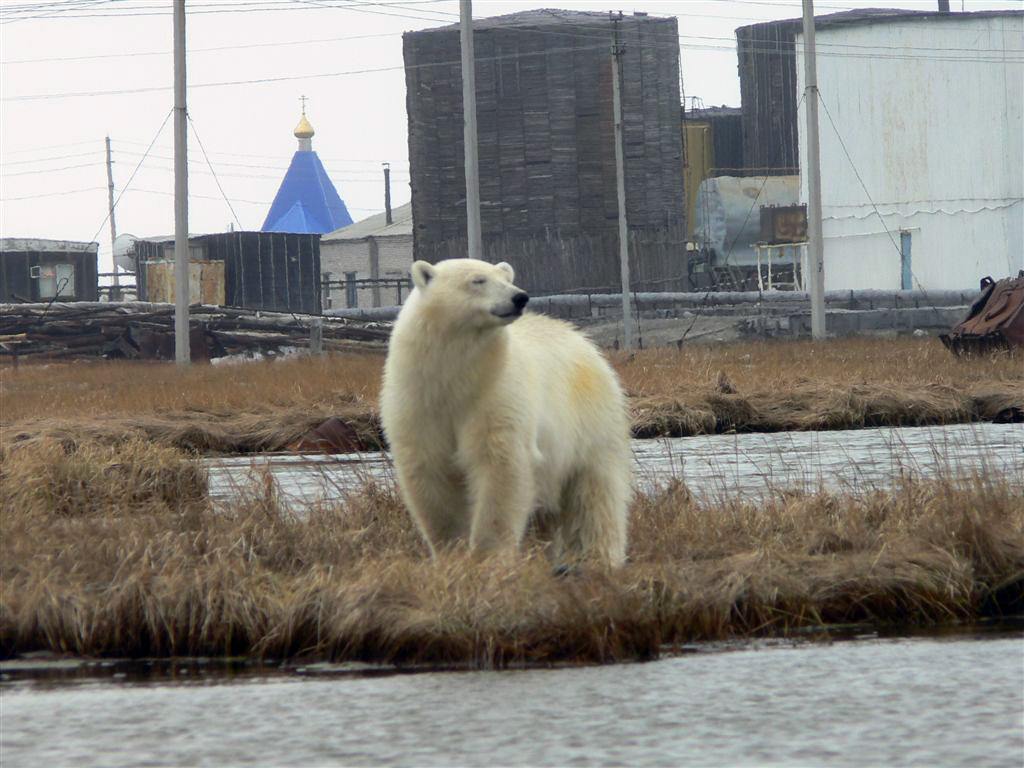
Білий ведмідь у межах населеного пункту: Варандей, Росія.

Для людини білий ведмідь є найнебезпечнішим з-поміж усіх видів ведмедів: через бідність свого природного середовища на харчові ресурси та практичну відсутність природних ворогів він є дуже сміливим, агресивним та розумним звіром, що дуже легко зважується напасти на будь-яку істоту, що може бути потенційною здобиччю. Тому наближення до білого ведмедя в природі є вельми небезпечним, і у випадку, якщо людина його помітила, найкращим виходом є повільний відхід без різких рухів до найближчої будівлі, транспортного засобу або, при їх відсутності, природного укриття.
Як і інші представники родини, білий ведмідь принаджується сміттям; наприклад, звалище в канадському місті Черчиль (штат Манітоба) відоме як «звалище білих ведмедів» завдяки постійному їх відвідуванню цими тваринами в пошуках їстівного.

### Розмноження

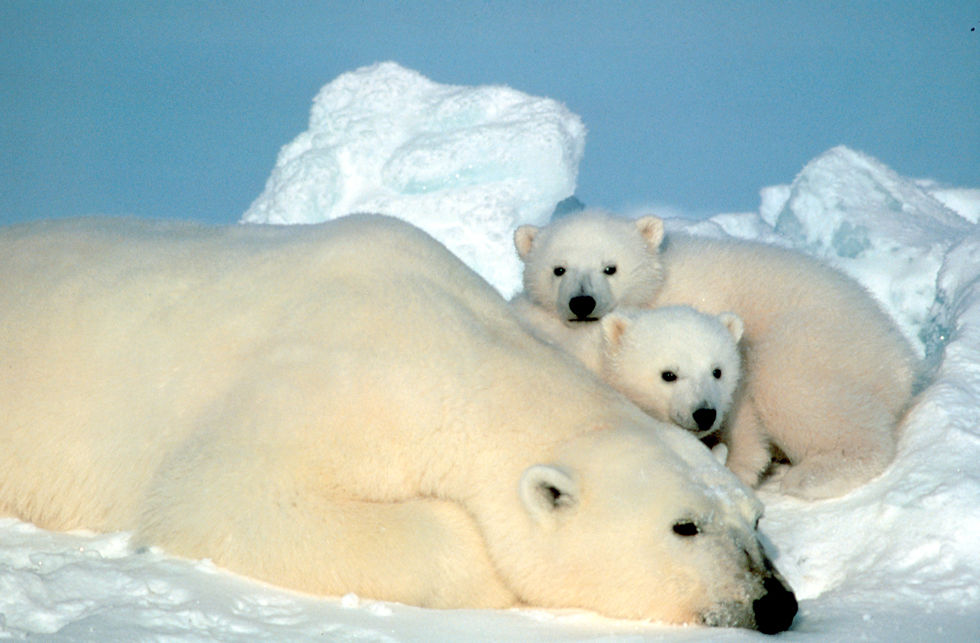
Ведмедиця з ведмежатами

Гон у білих ведмедів відбувається навесні; пари утворюються на короткий час — тільки на період гону, без будь-яких постійних відносин між самцями та самками. Вагітність триває 240 діб (8 місяців), ведмежата народжуються на початку зими у сніговому барлогу, що його викопує мати. У ведмедиць є улюблені місця для облаштування барлогів — наприклад, острів Врангеля та земля Франца-Йосифа, де щороку нараховують 150—200 барлогів. Звичайно народжується двоє ведмежат, іноді одне або троє; відомі кілька випадків реєстрації ведмедиць із чотирма ведмежатами. Перший раз ведмедиця народжує одне ведмежа, а потім — два або три з проміжками в 3 роки. Як і в інших представників роду Ursus, ведмежата при народженні дуже маленькі, звичайно 30 сантиметрів завдовжки та важать близько 700 грамів. Народжуються вони сліпими: очі відкриваються приблизно у місячному віці. Самостійно ходити ведмежата починають в 1,5 місяці, а їсти тверду їжу — в 4—5. До тих пір мати годує їх винятково молоком, яке містить приблизно 33 % жиру, що є найбільшим показником серед родини ведмежих і наближається до такого у морських ссавців; материнське молоко, як частина раціону, може використовуватись ведмежатами аж до 2,5-річного віку. При цьому після народження потомства ведмедиця нічого не їсть протягом кількох місяців — тобто і вона, і її потомство харчуються за рахунок накопиченого нею підшкірного жиру. Ведмежата виходять з барлогу та супроводжують матір починаючи приблизно з тримісячного віку, при цьому вона навчає їх захищатись від дорослих самців (серед яких бувають випадки канібалізму стосовно ведмежат).

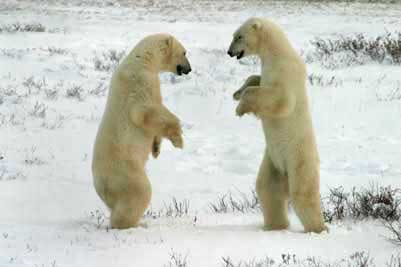
Сутичка білих ведмедів

Статевої зрілості білі ведмеді досягають у віці 3—4 років (самки в середньому пізніше, ніж самці), а живуть до більш ніж 30 років. Цей звір не впадає в зимову сплячку, хоча ведмедиці, що народили ведмежат, не покидають свого барлогу, поки ведмежата ще малі.
Проведене у 2004 році в рамках проєкту журналу «National Geographic» дослідження не виявило жодного випадку народження трьох ведмежат цього року, що було досить звичайним у 1970-х, і лише одне з 20 ведмежат було відлучене від споживання материнського молока у вісімнадцятимісячному віці, на відміну від половини ведмежат десять років тому.

## Таксономія
Науковці вважають, що родина Ursidae, зазнала дивергенції від решти хижих приблизно 38 мільйонів років тому.

Підродина Ursinae виникла приблизно 4,2 мільйона років тому.

Найстаріша відома викопна кістка білого ведмедя — кістка щелепи віком від 130 000 до 110 000 років, знайдена на острові Принца Карла в 2004 році.

Скам'янілості показують, що за період 10 000 — 20 000 років тому молярні зуби білого ведмедя значно змінилися від зубів бурого ведмедя.

Найімовірніше, що полярні ведмеді відокремилися від популяції бурих ведмедів, що були ізольовані в період зледеніння у плейстоцені

зі Східного Сибіру (з Камчатки та Колимського півострова).

Мітохондріальна ДНК (мтДНК) білого ведмедя зазнала дивергенції від бурого ведмедя, Ursus arctos, приблизно 150 000 років тому.

Крім того, деякі клади бурого ведмедя, за оцінкою їх мтДНК, ймовірно більш споріднені з білими ведмедями, ніж з іншими бурими ведмедями
,
що означає, що бурий ведмідь не може вважатися видом, але є парафілетичним.

МтДНК вимерлих ірландських бурих ведмедів особливо близька до білих ведмедів.

Порівняння ядерного геному білих ведмедів з геномом бурих ведмедів виявило іншу картину, утворюючи дві генетично різні клади, що мали точку точку біфуркації приблизно 603 000 років тому
,
хоча останні дослідження засновані на аналізі повних геномів (а не лише мітохондрії або часткові ядерні геноми) білих і бурих ведмедів, і встановлює дивергенцію білих і бурих ведмедів 400 000 років тому.

Проте ці два види спаровувалися з перервами протягом усього цього часу, швидше за все, контактуючи один з одним під час потепління, коли білі ведмеді мігрували на суходіл, а бурі ведмеді мігрували на північ.
Більшість бурих ведмедів мають приблизно 2 відсотки генетичного матеріалу білих ведмедів, але одна популяція — Ursus arctos sitkensis, має від 5 до 10 відсотків генів білих ведмедів, що вказує на частіші та недавні спарювання.

Близька спорідненість білого і бурого ведмедів підтверджується їхньою здатністю утворювати плодючі міжвидові гібриди;

нові дані свідчать про те, що спарювання тривали протягом тривалого періоду часу, і, таким чином, обидва види ведмедів залишаються генетично схожими.

Проте, оскільки жоден з видів не може довго виживати в екологічній ніші іншого, і оскільки вони мають різну морфологію, метаболізм, соціальну та харчову поведінку, а також інші фенотипові характеристики, два види ведмедів, як правило, класифікуються як окремі види.

На початку систематизації, було визначено два підвиди: американського білого ведмедя (Ursus maritimus maritimus) Костянтіном Дж. Фіппсом в 1774 році та сибірського білого ведмедя (Ursus maritimus marinus) Петером Симоном Палласом в 1776 році.

Проте ця систематизація була скасована.
.
Виявлено один імовірний викопний підвид: Ursus maritimus tyrannus, який вимер у плейстоцені. Представники U.m. tyrannus були значно більшими за сьогоденних білих ведмедів.
Проте недавній повторний аналіз скам'янілості припускає, що це насправді був бурий ведмідь.

## Охорона

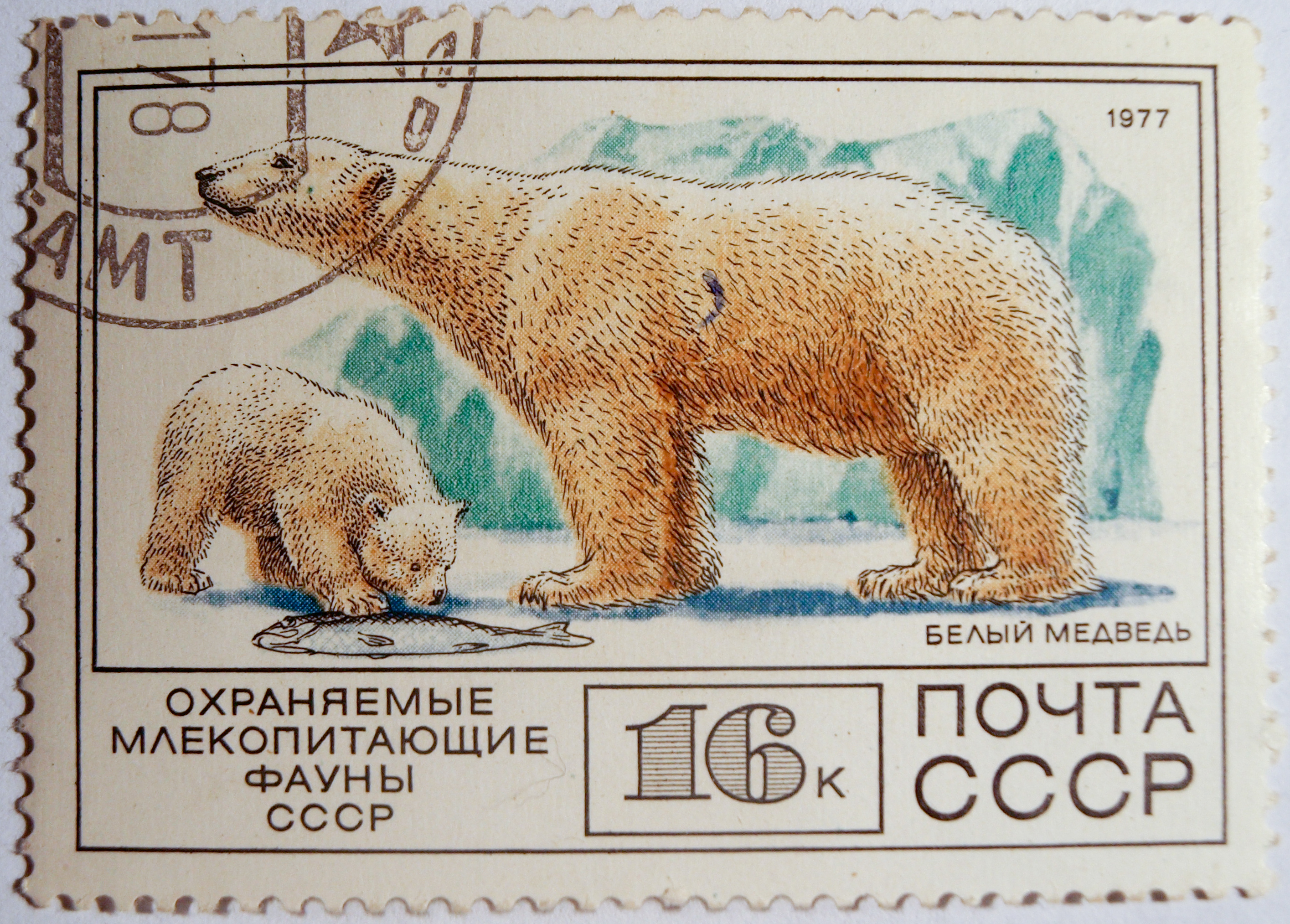
Білий ведмідь на поштовій марці СРСР 1977 року

Білий ведмідь занесений до Червоного Списку МСОП. У 1973 році СРСР, Канада, США, Норвегія та Данія підписали угоду з охорони білого ведмедя, якою було заборонено добування цього виду з комерційною метою. Відповідно до угоди, тільки аборигенне населення північних територій може добувати білого ведмедя без використання сучасної техніки. В СРСР (тепер — в Росії) білий ведмідь охороняється з 1957 року, при цьому спеціальну охоронну зону створено на о. Врангеля (з 1976 року — заповідник).
Найбільшим лімітуючим фактором, що зараз обмежує розповсюдження даного виду, є наявність плавучої криги на морі, яка є базою ведмедів при полюванні на тюленів — їхню основну здобич. Деконструкція життєвого середовища білого ведмедя, що відбувається через глобальне потепління, зараз є основною загрозою для існування виду; на думку деяких дослідників, через глобальне потепління білий ведмідь може щезнути в природі навіть протягом одного століття. За оцінками Групи з вивчення білого ведмедя (Швейцарія), в найближчі 45 років популяція цих тварин зменшиться на 30 %.

## Різне
Білий ведмідь є символом Гренландії, його зображено на гербі цієї території.
Також білий ведмідь є популярним елементом символіки та рекламних сюжетів багатьох комерційних організацій (Coca-Cola, Nelvana, Bundaberg Rum).
Окрім того, зображення білого ведмедя є на монеті вартістю 2 канадські долари.

### Загальна інформація
- Bears of the World, Terry Domico, Photographs by Terry Domico and Mark Newman, Facts on File, Inc, 1988, hardcover, ISBN 0-8160-1536-8
- Arctic Dreams, Barry Lopez, Macmillan 1986, hardcover, ISBN 0-333-42244-9